# Банерманово турако
Банермановото турако (Tauraco bannermani) е вид птица от семейство Туракови (Musophagidae). Видът е застрашен от изчезване.

## Разпространение и местообитание
Разпространен е в Камерун.